# Рыжие волосы
- Женщина с рыжими волосами
- Мужчина с рыжими волосами
- Уйгурская девочка с тёмно-рыжими волосами. Кашгар, Синьцзян, Китай

Рыжие волосы — это один из генетически унаследованных типов цвета волос человека. Считается предпоследним по распространению (после блонда).
У рыжеволосых людей часто бывает бледная кожа и веснушки. Наиболее распространённый тип рыжих волос в Северной Европе, например, на Британских островах (в основном в Ирландии и Шотландии), а также в Удмуртии. Такие волосы характеризуются высокими уровнями красного пигмента феомеланина и относительно низким уровнем тёмного пигмента эумеланина. Рыжие волосы вызваны пигментом феомеланином, на выработку которого влияют определённые модификации гена MC1R. Фенотипически наличие рыжих волос требует наличия одного аллеля рыжих волос от каждого родителя.

## Фенотип
У рыжих, как правило, светлая кожа, светлые глаза (серые и зелёные), а также веснушки, и имеется чувствительность к ультрафиолету.
Носители рыжих волос почти всегда имеют светлую кожу — это является генетическим преимуществом в климатических зонах, где большую часть года стоит холодная погода, идёт много дождей. В таких местах Земли мало солнечных дней, и тем, кто там живёт, важно получать достаточное количество витамина D. Светлая кожа способствует этому. Однако чувствительность рыжеволосых к ультрафиолету обусловливает высокий риск развития рака кожи и возможность обгореть на солнце. Исследования показали, что рыжеволосые более чувствительны к боли, связанной с воздействием тепла, и также требуют больших доз анестезирующих веществ, в сравнении с людьми других цветов волос.

## Оттенки
Тициановый цвет (#d53e07)

## В культуре
Термин «рыжеголовый» (англ. redhead) известен в Западном мире минимум с 1510 года.
Рыжий цвет волос встречается достаточно редко, что делает возможным такое необычное мероприятие, как «всемирная встреча рыжеволосых». В 2009 году такая встреча проводилась в нидерландском городе Бреда, организаторы ожидали около 4000 участников из 36 стран. 
8 сентября отмечается Международный день рыжих.

## Галерея
- Римская фреска с изображением Вакха с рыжими волосами, Боскореале, около 30 г. до н. э.
- Аид похищает Персефону, фреска в маленькой царской гробнице в Вергине, Македония, Греция, около 340 г. до н. э.
- Римская фреска женщины с рыжими волосами в гирлянде из маслин, из Геркуланума, созданная до гибели города в 79 году н. э. при извержении вулкана Везувий (которое также уничтожило Помпеи)
- Скорее всего, посмертный портрет Клеопатры VII из Птолемеевского Египта с рыжими волосами (она узнаётся по характерным чертам лица), которую украшает царская диадема и жемчужные шпильки, из римского Геркуланума, середина I века н. э.[6][7]
- Полихромная римская мраморная статуя[англ.], изображающая богиню Тюхе, держащую младенца Плутоса на руках, II век нашей эры, Археологический музей Стамбула
- Портрет Смеральды Брандини, около 1470–1475, Сандро Боттичелли
- Елизавета I, около 1588
- Барбаросса (Рыжая борода), османский адмирал
- Фейгин в акварели, Джозеф Клэйтон Кларк[англ.]
- «Знак почтения», Эдмунд Блэр Лейтон
- Александр Кабанель Портрет Альфреда Брийе (1846)
- Марию Магдалину обычно изображают с длинными рыжими волосами, как на этой картине Фредерика Сэндиса
- Женщина со смешанными рыжевато-коричневыми волосами, Папуа — Новая Гвинея. Меланезийцы имеют значительную долю смешанных волос, вызванных генетической мутацией, отличной от европейских светлых и рыжих волос[8].
- Сотни рыжих, собравшихся вместе на День рыжих, сентябрь 2007